# Klein-Membruggen
Klein-Membruggen is een gehucht van Membruggen, een deelgemeente van Riemst in de Belgische provincie Limburg.
Het gehucht bevindt zich in het noordwesten van de gemeente Riemst nabij de gemeentegrens met Bilzen. Klein-Membruggen ligt onmiddellijk ten oosten van de dorpskom van Membruggen waarmee het feitelijk één kern vormt.
In de buurt van Klein-Membruggen werden bij opgravingen sporen gevonden die wijzen op een Romeinse aanwezigheid. 
Tijdens de middeleeuwen werd Klein-Membruggen samen met het naburige Weert beschouwd als een wijk van Grote-Spouwen. Toch genoot de plaats vrij grote zelfstandigheid aangezien Klein-Membruggen beschikte over een eigen burgemeester.
Bij de gemeentefusies van 1971 werd het gehucht overgeheveld van Grote-Spouwen naar de nieuw gevormde gemeente Elderen. Deze gemeente werd reeds in 1977 opgeheven waarna Klein-Membruggen bij de gemeente Riemst werd gevoegd.
Klein-Membruggen is gelegen in het overgangsgebied tussen Droog- en Vochtig-Haspengouw waardoor het reliëf sterker uitgesproken is. Het gehucht bevindt zich tegen een valleiwand nabij de bron van de Molenbeek, een kleine zijrivier van de Demer.
De hoogte in Klein-Membruggen varieert tussen de 75 en 105 meter. In de vallei is de ondergrond vochtiger waardoor deze gronden voornamelijk worden gebruikt als boomgaard of weiland. De vruchtbare gronden rondom het gehucht liggen op het Haspengouws Plateau en zijn uitermate geschikt voor akkerbouw.